# Corporación de Radio e Televisión de Galicia
La Corporación de Radio e Televisión de Galicia (CRTVG) és un ens públic amb personalitat jurídica pròpia creat pel Parlament de Galícia el 1984 amb l'objectiu de posar en funcionament, gestionar i explotar els mitjans de comunicació públics de Galícia. Es crearen dues societats anònimes: la Televisión de Galicia (TVG) i la Radio Galega, les quals arriben a tot el territori gallec.
L'objectiu de les dues societats és oferir programacions de ràdio i televisió en gallec, fomentant així la difusió de la llengua i de la cultura de Galícia.

## Història
La CRTVG es va crear per la Llei de Galícia 9/1984, de l'11 de juliol de 1984. La TVG i la Radio Galega varen començar les seves emissions al juliol de 1985 i foren el primer mitjà radiofònic i audiovisual en emetre en gallec.
L'1 de gener de 2016 va desaparèixer la Compañía de Radio e Televisión de Galicia, que va passar a anomenar-se Corporación de Radio e Televisión de Galicia.

## Empreses
La CRTVG està formada per dues societats anònimes:
- Televisión de Galicia, que gestiona quatre canals de televisió:
  - TVG
  - tvG2
  - Galicia TV Europa
  - Galicia TV América
- Radio Galega, que gestiona tres emisores de ràdio:
  - Radio Galega
  - Radio Galega Música
  - Son Galicia Radio.

## Directors de la CRTVG
| Anys            | Director                  |
| --------------- | ------------------------- |
| 1985-1986       | Luis Losada               |
| 1986-1987       | Lois Caeiro               |
| 1987-1990       | Abilio Bernardo de Quirós |
| 1990-1994       | Ramón Villot              |
| 1994-2005       | Francisco Campos          |
| 2005-2009       | Benigno Sánchez           |
| 2009-actualitat | Alfonso Sánchez Izquierdo |